# Baturaden
Baturaden is een bestuurslaag in het regentschap Karawang van de provincie West-Java, Indonesië. Baturaden telt 4760 inwoners (volkstelling 2010).